# 콘스탄틴 페옥티스토프

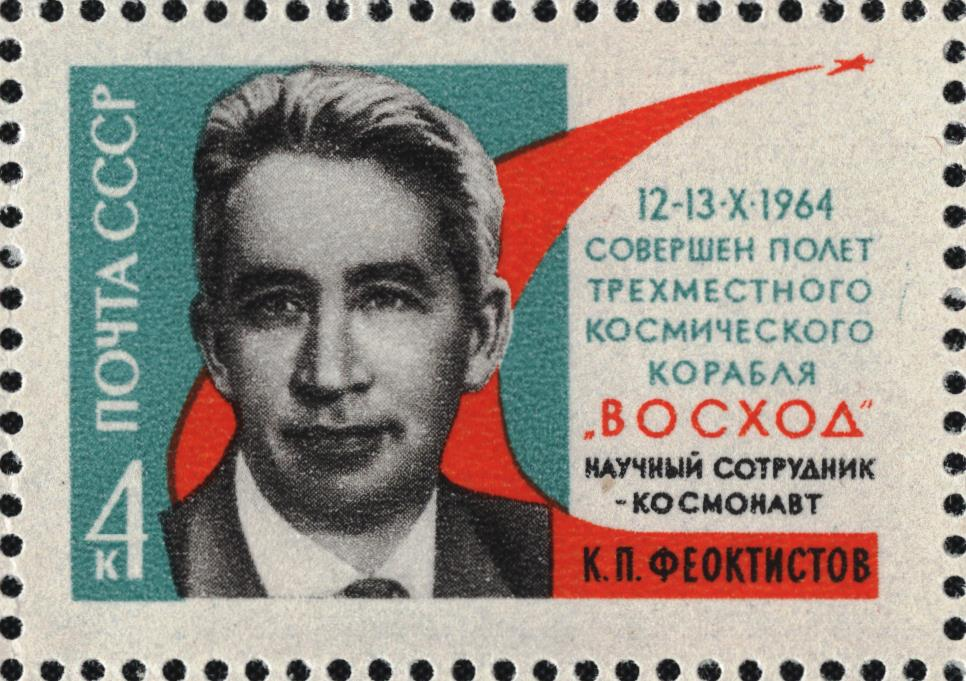
1964년 소련 우표 속 모습

콘스탄틴 페옥티스토프(본명: 콘스탄틴 페트로비치 페옥티스토프, 러시아어: Константин Петрович Феоктистов, 1926년 2월 7일 ~ 2009년 11월 21일)는 러시아의 엔지니어이자 구소련 우주 프로그램의 우주비행사였다.
우주 비행사인 페옥티스토프는 3명의 승무원을 태운 최초의 우주선인 보스호트 1호를 타고 비행했다. 페옥티스토프는 또한 우주 기술과 탐사에 관한 여러 권의 책을 썼다. 달 뒷면에 있는 페옥티스토프 분화구는 그의 이름을 따서 명명되었다.